# Es reißet euch ein schrecklich Ende
Es reißet euch ein schrecklich Ende (Une fin terrible vous attend), (BWV 90), est une cantate religieuse (luthérienne) de Jean-Sébastien Bach, composée pour l'église Saint-Thomas de Leipzig en 1723.

## Histoire et livret
Bach compose la cantate au cours de sa première année à Leipzig à l'occasion du vingt-cinquième dimanche après la Trinité qui cette année tombait le 14 novembre. Pour cette destination liturgique, une autre cantate a franchi le seuil de la postérité : la BWV 116. Les lectures prescrites pour ce dimanche sont extraites de la première épître aux Thessaloniciens, l'arrivée du Seigneur (4:13–18), et de l'évangile selon Matthieu, les tribulations (24:25–28). Le choral de clôture (5e mouvement) est la septième strophe du cantique Nimm von uns, Herr, du treuer Gott (1584) de Martin Moller, chanté sur la mélodie du Vater unser im Himmelreich, d'abord imprimé dans les « Geistliche lieder », publiés par Valentin Schumann à Leipzig en 1539. La mélodie date du Moyen Âge. l'origine des textes des quatre premiers mouvements est inconnue.
Bach crée cette cantate le 14 novembre 1723.

## Structure et instrumentation
La cantate est écrite pour trompette obbligato, deux violons, alto, basse continue (violoncelle, violone, orgue), trois solistes vocaux (alto, ténor, basse) et chœur à quatre voix.
Il y a cinq mouvements :
1. aria : Es reißet euch ein schrecklich Ende, ténor
2. récitatif : Des Höchsten Güte wird von Tag zu Tage neu, alto
3. aria : So löschet im Eifer der rächende Richter, basse
4. récitatif : Doch Gottes Auge sieht auf uns als Auserwählte, ténor
5. chœur : Leit uns mit deiner rechten Hand

## Musique
Les deux aria de la cantate « représentent un tableau sombre » remarque Klaus Hofmann. L'aria d'ouverture du ténor est « expressivement très intense » pour le chanteur et les violons, comme elle illustre reißet (larmes). John Eliot Gardiner, qui appelle la cantate « magnifiquement théâtrales et laconique », note : « Bach semble, en fait, s'adresser à toute une génération de compositeurs d'opéra italiens et les battre à leur propre jeu. L'énergie inlassable de son invention mélodique et de sa propulsion rythmique est toujours orientée vers l'expression sincère à donner au texte, et ici cela est aussi incomparable que passionnant ». Le récitatif suivant pose d'abord en grand contraste que « la bonté de Dieu se renouvelle tous les jours », mais reflète « le désespoir aux défaillances humaines ». La seconde aria, So löschet im Eifer der rächende Richter (« le juge dans sa vengeance éteindra l'incendie avec précipitation ») est chantée avec la basse, avec un « accent supplémentaire par la présence de la trompette ». L'instrument est conçu pour être celui qui appelle le jugement dernier, tel que mentionné dans la lecture de l'épître. Le dernier récitatif évolue finalement vers l'idée que « l’œil de Dieu nous regarde comme des élus ». Le choral de clôture est disposé en quatre parties.

## Source
- (en) Cet article est partiellement ou en totalité issu de l’article de Wikipédia en anglais intitulé « Es reißet euch ein schrecklich Ende, BWV 90 » (voir la liste des auteurs).